# Francisco Vázquez Gómez

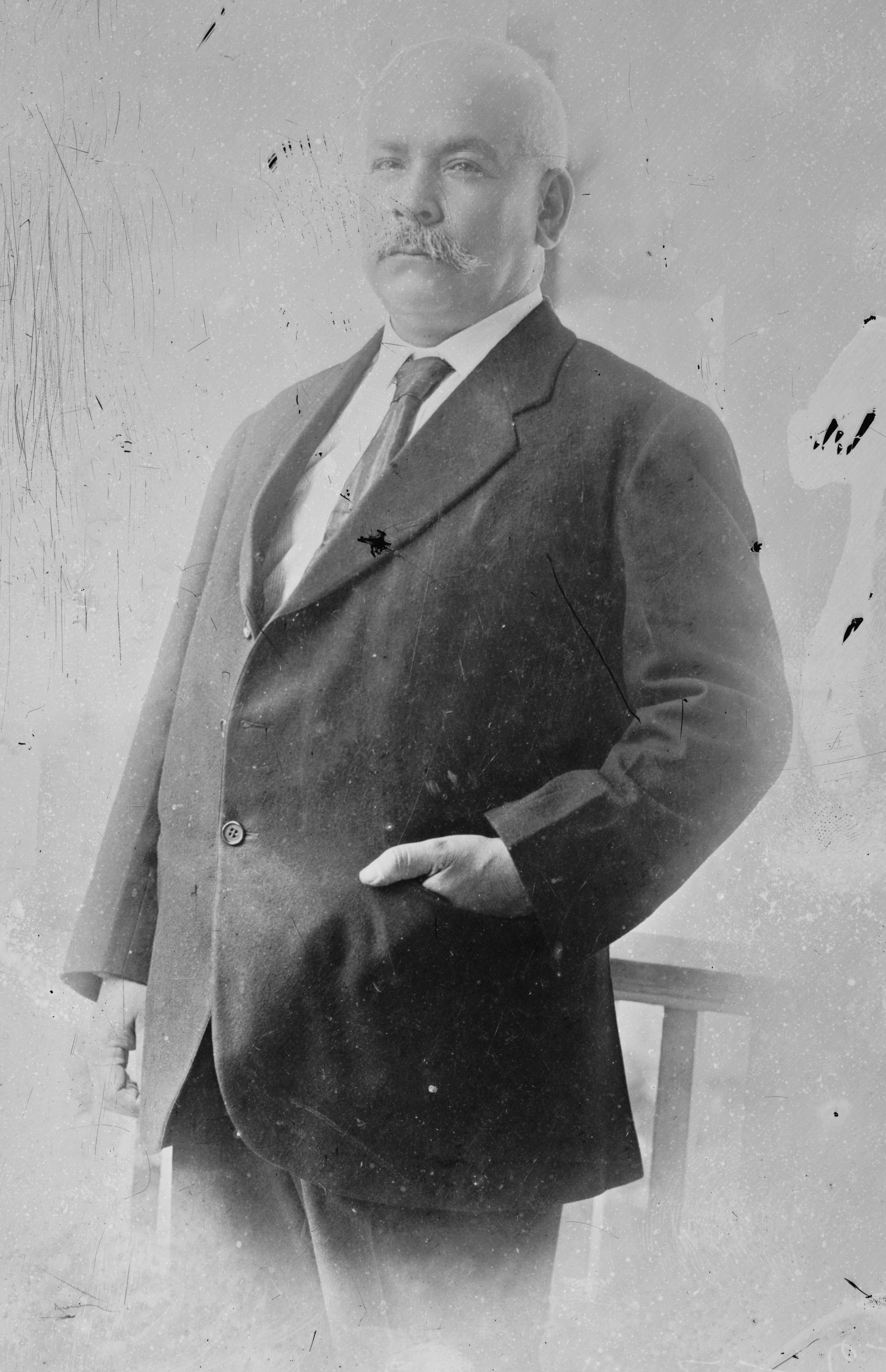
Francisco Vázquez Gómez

Francisco Vázquez Gómez (Tula, 1860 - Mexico-Stad, 15 augustus 1933) was een Mexicaans medicus en politicus.
Vázquez Gómez was afkomstig uit een welgestelde familie uit de staat Tamaulipas. Hij studeerde medicijnen in Saltillo en Mexico-Stad. Vázquez Gómez werd de lijfarts van dictator Porfirio Díaz. Desalniettemin raakte hij in het begin van 20e eeuw betrokken bij het verzet tegen Díaz. Hij sloot zich aan bij de Nationale Antiherverkiezingspartij (PNA) van Francisco I. Madero en werd door Madero aangewezen als kandidaat-vicepresident voor de verkiezingen van 1910. Madero hoopte met zijn keuze voor Vázquez Gómez ook conservatieve tegenstanders van Díaz achter zich te scharen. De presidentsverkiezing werd gewonnen door Díaz met Ramón Corral als vicepresident maar het was duidelijk dat er fraude in het spel was geweest. Nadat Madero naar de Verenigde Staten vluchtte probeerde Vázquez Gómez een compromis te bereiken. Hij stelde voor de presidentsverkiezingen waarbij Díaz hemzelf als vicepresidentskandidaat zou kiezen, in plaats van de bijzonder impopulaire Corral. Zowel Madero als Díaz verwierpen dit voorstel echter.
Madero slaagde in zijn revolutie, en in het voorjaar trad Díaz af. Het verdrag waarin hij opstapte werd medeondertekend door Vázquez Gómez, die vervolgens minister van onderwijs en later van binnenlandse zaken werd in het kabinet van interim-president Francisco León de la Barra. In de nieuwe verkiezingen die werden uitgeschreven besloot Madero Vázquez Gómez niet meer als kandidaat vicepresident te benoemen, omdat hij te nauw zou hebben samengewerkt met Díaz. In plaats daarvan koos hij voor José María Pino Suárez. De PNA weigerde de keuze voor Pino Suárez echter te accepteren, waarna Madero de Vooruitstrevende Constitutionalistische Partij (PCP) oprichtte, waarvoor hij en Pino Suárez de kandidaten werden voor de aankomende verkiezing. Vázquez Gómez nam voor de PNA deel aan de vicepresidentsverkiezingen, maar werd verslagen door Pino Suárez.
Madero bood Vázquez Gómez nog een ministerpost in zijn kabinet aan, wat Vázquez Gómez weigerde. In 1912 sloot hij zich aan bij de opstand van Pascual Orozco, die zich tegen Madero had gekeerd. Orozco werd echter verslagen en Vázquez Gómez werd gevangengezet. Hij werd op borgtocht vrijgelaten en ontvluchtte vervolgens het land. Hij keerde terug na de Mexicaanse Revolutie, maar zou geen politieke functies meer vervullen. Hij overleed in 1933.